# Petros Vulgaris
Petros Vulgaris (en griego: Πέτρος Βούλγαρης) (* 13 de septiembre de 1884 - † 26 de noviembre de 1957) fue un político griego, primer ministro brevemente de Grecia de abril a octubre de 1947.
- Datos: Q1258656